# Grutas de Arbedales
Las grutas de Arbedales o cuevas de Arbedales son unas grutas que se encuentran en la parroquia de Pillarno, municipio de Castrillón, Asturias.
Se trata de una formación natural como consecuencia del proceso de erosión kársitca, cuyo origen se sitúa en el período Devónico. 

Es una cueva privada y visitable por el público previo pago de entrada. Las zonas accesibles al público ocupan una superficie de 600 m² y cuenta con una sala principal de 150 m² de superficie y alrededor de 20 m de altura, en donde se pueden apreciar estalactitas y estalagmitas originadas por la precipitación de los cristales de carbonato cálcico que transporta el agua de lluvia que se filtra a través de la montaña.

Fueron descubiertas casualmente en 1963 por Manuel del Busto, durante los trabajos de explotación de una cantera de piedra caliza situada en sus inmediaciones. 